# Desire Me
Desire Me (bra: Sagrado e Profano) é um filme norte-americano de 1947. Tinha uma produção problemática e foi emitida sem crédito de um diretor.